# T'Keyah Crystal Keymáh
T'Keyah Crystal Keymáh, född 13 oktober 1962 i Chicago, Illinois, USA, är en amerikansk skådespelare. Hon spelar Tanya Baxter i TV-serien That's So Raven.